# 桑库尔 (北部省)
桑库尔（法語：Sancourt，法語發音：[sɑ̃kuʁ]）是法国上法蘭西大區北部省的一个市镇，属于康布雷区。

## 地理
桑库尔（50°12'55"N, 3°11'37"E）面积3.88 平方千米，位于法国上法蘭西大區北部省，该省份为法国最北部的省份及最长的省份，西北濒北海，西接加来海峡省，南至埃纳省和索姆省，东与比利时接壤。
与桑库尔接壤的市镇（或旧市镇、城区）包括：阿邦库尔、布莱库尔、艾讷库尔、拉扬库尔-圣奥勒、萨伊莱康布雷、蒂卢瓦莱康布雷、埃皮努瓦。

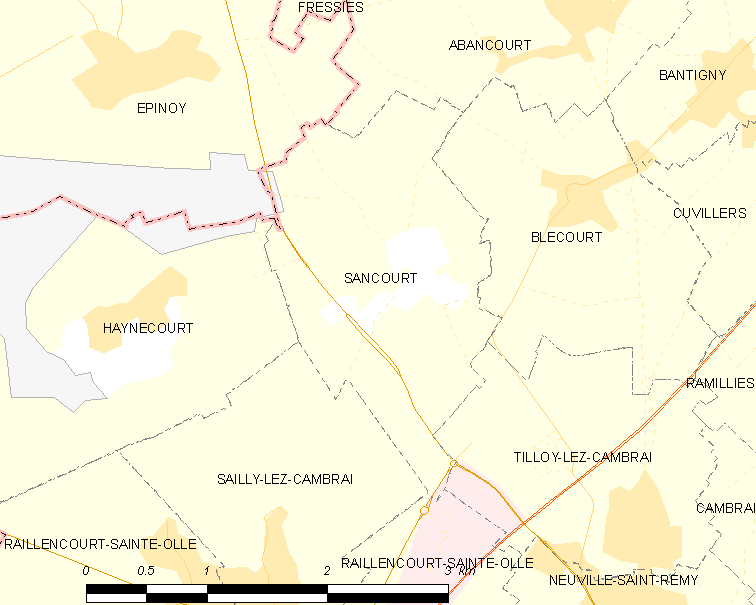
的OSM定位图

桑库尔的时区为UTC+01:00、UTC+02:00（夏令时）。

## 行政
桑库尔的邮政编码为59268，INSEE市镇编码为59552。

## 政治
桑库尔所属的省级选区为康布雷县。

## 人口

1962-2008年间人口变化图示

桑库尔于2022年1月1日时的人口数量为197人。